# Wapen van Bontebok

Wapen van Bontebok

Het wapen van Bontebok is het dorpswapen van het Nederlandse dorp Bontebok, in de Friese gemeente Heerenveen. Het wapen werd in de huidige vorm in 1997 geregistreerd.

## Geschiedenis
Het wapen is afgeleid van een uithangbord van de plaatselijke herberg "Bonte Bock". Deze herberg was de naamgever van de buurtschap Bontebok die in 1979 de dorpsstatus kreeg. Het wapen is een sprekend wapen daar het een bonte bok afbeeldt. In 1997 werd het wapen geregistreerd en werd eveneens een plan gemaakt door plaatselijk belang om een dorpsvlag te ontwerpen.

## Beschrijving
De blazoenering van het wapen luidt als volgt:
In blauw een zwart-witte bok, staande op een oprijzende groene grasgrond.
De heraldische kleuren zijn: azuur (blauw), sabel (zwart), zilver (zilver) en sinopel (groen).

## Zie ook

Vlag van Bontebok